# Warenwetbesluit Meel en brood
Het Warenwetbesluit Meel en brood is een uitvoeringsbesluit krachtens de Warenwet. 
Het besluit regelt onder andere beschermde aanduidingen voor meel, bloem, gries, grutten en voor allerlei soorten brood, zoals melkbrood, volkorenbrood, enz.